# جون كامبل (سياسي كندي مواليد 1936)
جون كامبل هو سياسي كندي، ولد في 2 يناير 1936 في سالبيري دي فاليفيلد في كندا. نشط حزبياً في الحزب الليبرالي الكندي. وقد انتخب عضو مجلس العموم الكندي.